# Tim Harden
Tim Harden (* 27. ledna 1974 Kansas City, Missouri) je bývalý americký atlet, sprinter, halový mistr světa v běhu na 60 metrů z roku 2001.

## Sportovní kariéra
Na olympiádě v Atlantě v roce 1996 byl členem stříbrné americké štafety na 4 × 100 metrů. Stříbrnou medaili vybojoval také v roce 1999 v běhu na 60 metrů na světovém halovém šampionátu v Seville. O dva roky později na halovém mistrovství světa v Lisabonu získal zlatou medaili v běhu na 60 metrů. Jeho osobní rekordy na 60 metrů v hale (6,43 s.) i 100 metrů (9,92 s.) pocházejí z roku 1999.